# Stolnica v Rostovu na Donu
Stolnica Marijinega rojstva (rusko Кафедральный собор во имя Рождества Пресвятой Богородицы – Kafedralni sobor vo imja Roždestva Presvjatoj Bogorodici) je glavna cerkev (sobor) mesta Rostov na Donu in pravoslavne škofije Rostov in Novočerkask. Nasledila je stolnico Novočerkask kot glavnega mesta krščanskega čaščenja v Donski regiji.

## Ozadje
Konec 18. stoletja so se, po obsežni preselitvi vojakov, meščanov in trgovcev v predmestja, mestne oblasti odločile, da bodo postavile tempelj, posvečen Marijinemu rojstvu. Zgrajena naj bi bila v istem predmestju, blizu današnjega centralnega trga. Cerkev je bila ustanovljena 20. februarja 1781, odprta pa je bila 5. septembra 1781. Tako začetek gradbenih del kot odprtje cerkve je posvetil nadškof Ioann Andreev. Vendar pa je le deset let po tem, 27. decembra 1791 cerkev pogorela.
Takratni mestni župan - M. Naumov, trgovec, je zaprosil metropolita Gavrila, ki je bil vodja Ekaterinoslavske škofije, da je nadzoroval Rostovsko ozemlje ob gradnji nove cerkve. Leta 1795 so na istem kraju začeli gradbena dela cerkve Marijinega rojstva. Leta 1822 je cerkev z odlokom svete sinode dobila status sobor (glavna cerkev).

## Zgodovina
Sredi 19. stoletja je prebivalstvo Rostova stalno naraščalo. Zaradi tega je cesar Nikolaj II. Ruski odobril osnutek nove kamnite cerkve namesto starega zidanega templja z lesenimi kupolami, ki niso mogle sprejeti množice vernikov.
Stolnica je bila zgrajena med letoma 1854 in 1860 po generičnem oziroma modelnem načrtu Konstantina Thona. Zato je stolnica podobna drugim cerkvam, ki jih je oblikoval Thon, kot so  cerkev Kristusa Odrešenika v Moskvi, porušena cerkev Predstavitve v Sankt Peterburgu in stolnica Svetega duha v Petrozavodsku. Aleksander Kutepov je bil arhitekt, zadolžen za gradbena dela.
Sredstva za gradnjo so prišla od bogatega trgovca Konstantina Mihajlova-Nefedova. Drugi lokalni trgovec, Igor Pančenko je financiral freske, ikone, zlate križe za kupole in cerkveno ograjo.
Leta 1937 je bila stolnica zaprta, na njenem ozemlju pa je bil odprt živalski vrt, sama stolnica pa je bila uporabljena kot skladišče. V 1940-ih so bili porušeni zgornji nivoji zvonika.
Stolnica je bila znova odprta leta 1942, ko je Rostov zasedla nemška vojska. Leta 1950 je bila stolnica preurejena in stare slike obnovljene. Leta 1988 je bila narejena tudi prenova notranjosti.
Leta 1999, ob 250-letnici mesta Rostov, je bil zvonik obnovljen v prvotni obliki.

## Opis
Stolnica je kamnita cerkev s petimi kupolami, sama zgradba ima obliko križa. Zgrajena je bila v rusko-bizantinskem slogu. Tristopenjski ikonostas v vzhodnem delu stolnice je izdelan v obliki kapele, s streho z več zatrepi in kupolo.
Na dvorišču stolnice sta tudi majhna cerkev sv. Janeza Krstnika in krstilnica svetega Nikolaja, zvonik in več poslovnih zgradb: škofijska uprava, rezidenca rostovskega metropolita in škofijski oddelki in komisije; duhovno in izobraževalno središče svetega Dimitrija; tiskarna škofije; cerkveni pripomočki in trgovine z duhovno literaturo.

### Zvonik
Leta 1875 je bila zgrajena zahodna stran zvonika stolnice. Zgrajena je bila po projektu vojaškega arhitekta-inženirja Antona Campionija in umetnika-arhitekta Dmitrija Lebedeva. Gradnja je bila izvedena za račun trgovcev P. Maksimova in S. Koškina, proizvajalca tobaka in filantropa V. Asmolova in I. Pančenka, ki je že takrat postal cerkovnik. Zvonik je bil dokončan leta 1887.
Zvonik je visok 75 metrov. Ima tudi klasicistične in renesančne lastnosti. Vrh kupole je modre barve, okrašen z zlatimi zvezdami. V zgornjem nadstropju so bile nameščene ure. V srednjih nadstropjih so bili postavljeni zvonovi. Glavni zvon, odlit na račun I. S. Pančenka v Moskvi v obratu N. D. Finska, težak 1032 funtov, je bil obešen 22. oktobra. Ta zvon je bil okrašen s štirimi podobami: rojstva Blažene Device Marije, velikega mučenca Pantelejmona Zdravilca, Iveronova ikona Matere Božje in svetega evangelista Janeza Teologa. Verjamejo, da se je zvonjenje zvonika slišalo več kot 40 kilometrov.
Med drugo svetovno vojno so se bali, da bi lahko Nemci zvonik uporabili kot referenčno točko za topništvo in bombnike. Julija 1942 sta bila razstreljena zgornja dva nivoja. Leta 1949 je bil porušen tudi drugi nivo.
Zvonik je bil obnovljen leta 1999. Arhitekt N. Solniškin je bil avtor projekta restavriranja. Novi zvonovi se od svojih predhodnikov razlikujejo po imenih in manjših velikostih. Zdaj so bili imenovani po zavetnikih takratnih duhovnih in posvetnih voditeljev v regiji:
- zvon Velikega mučenca Pantelejmona Zdravilca; teža zvona je 4 tone, ime je povezano z nekdanjim vladarjem škofije;
- zvon Svetega apostolskega kneza Vladimirja; teža zvona 2 tone, ime je povezano z nekdanjim guvernerjem;
- zvon nadangela Mihaela; teža zvona je 1 tona, ime je povezano z rostovskim županom;
- zvon svetega Sergija Radoneškega; teža zvona je 0,5 tone; ime je povezano z nekdanjim rektorjem stolnice;
- Zvonik Marijinega rojstva; teža zvona je 0,25 tone.

Kljub temu, da se je obratovanje samega zvonika začelo leta 1999, je bila obnovitev notranjosti prvega nivoja končana šele 4. decembra 2011, ko je bila spet posvečena kapela svetega Nikolaja Čudežnega.